# Jinqiu
Jinqiu (kinesiska: 锦秋街道, 锦秋) är en socken i Kina. Den ligger i provinsen Shandong, i den östra delen av landet, omkring 110 kilometer nordost om provinshuvudstaden Jinan. Antalet invånare är 58 753. Befolkningen består av 29 581 kvinnor och 29 172 män. Barn under 15 år utgör 17,0 %, vuxna 15-64 år 72 %, och äldre över 65 år 10,0 %.
Genomsnittlig årsnederbörd är 698 millimeter. Den regnigaste månaden är juli, med i genomsnitt 278 mm nederbörd, och den torraste är januari, med 7 mm nederbörd.